# Водне поло на Чемпіонаті світу з водних видів спорту 1986
Змагання з водного поло на Чемпіонаті світу з водних видів спорту 1986 тривали з 13 до 23 серпня 1986 року в Центрі плавання M86 в Мадриді (Іспанія).

## Медальний залік

### Таблиця медалей
| Місце               | Країна              | Золото | Срібло | Бронза | Загалом |
| ------------------- | ------------------- | ------ | ------ | ------ | ------- |
| 1                   | Югославія (YUG)     | 1      | 0      | 0      | 1       |
| 1                   | Австралія (AUS)     | 1      | 0      | 0      | 1       |
| 3                   | Італія (ITA)        | 0      | 1      | 0      | 1       |
| 3                   | Нідерланди (NED)    | 0      | 1      | 0      | 1       |
| 5                   | СРСР (URS)          | 0      | 0      | 1      | 1       |
| 5                   | США (USA)           | 0      | 0      | 1      | 1       |
| Загалом (6 збірних) | Загалом (6 збірних) | 2      | 2      | 2      | 6       |

### Медалісти
| Дисципліна | Золото    | Срібло     | Бронза |
| ---------- | --------- | ---------- | ------ |
| Чоловіки   | Югославія | Італія     | СРСР   |
| Жінки      | Австралія | Нідерланди | США    |